# Dolina Bystrzycy Łomnickiej
Dolina Bystrzycy Łomnickiej este o arie protejată (sit de importanță comunitară — SCI) din Polonia întinsă pe o suprafață de 951,7 ha, integral pe uscat.

## Localizare
Centrul sitului Dolina Bystrzycy Łomnickiej este situat la coordonatele 50°18′53″N 16°29′37″E / 50.3146°N 16.4937°E.

## Înființare
Situl Dolina Bystrzycy Łomnickiej a fost declarat sit de importanță comunitară în octombrie 2009 pentru a proteja 1 specie de plante și 7 specii de animale.

## Biodiversitate
Situată în ecoregiunea continentală, aria protejată conține 11 habitate naturale: Liziere de ierburi înalte hidrofile de câmpie și de nivel montan până la alpin, Fânețe de joasă altitudine (Alopecurus pratensis, Sanguisorba officinalis), Fânețe montane, Mlaștini turboase de tranziție și turbării mișcătoare, Pante stâncoase calcaroase cu vegetație casmofită, Pante stâncoase silicioase cu vegetație casmofită, Păduri de fag Luzulo-Fagetum, Păduri de fag Asperulo-Fagetum, Păduri pe pante, grohotișuri și ravene de Tilio-Acerion, Mlaștini împădurite, Păduri aluvionare cu Alnus glutinosa și Fraxinus excelsior (Alno-Padion, Alnion incanae, Salicion albae).
La baza desemnării sitului se află mai multe specii protejate:
- plante (1): Buxbaumia viridis
- mamifere (3): liliac cârn (Barbastella barbastellus), vidră de râu (Lutra lutra), liliac comun (Myotis myotis)
- nevertebrate (4): fluturele purpuriu (Lycaena dispar), Ophiogomphus cecilia, Phengaris nausithous, Phengaris teleius